# Luregn Mathias Cavelty
Luregn Mathias Cavelty (Schluein, 1 april 1935) is een Zwitsers advocaat en politicus voor de Christendemocratische Volkspartij (CVP/PDC) uit het kanton Graubünden.

## Biografie

Luregn Mathias Cavelty in 1971.

Luregn Mathias Cavelty was een zoon van Giacun Mathias Cavelty, die landbouwer was, en van Angelina Coray. Hij was gehuwd met Madeleine Oetiker. Na zijn schooltijd in Disentis studeerde hij rechten aan de Universiteit van Fribourg, waar hij in 1963 een doctoraat behaalde. Vervolgens vestigde hij zich als advocaat in Chur.
Van 1961 tot 1964 was Cavelty secretaris van de Conservatief Christelijk-Sociale Volkspartij. Van 1875 tot 1980 was hij voorzitter van de kantonnale christendemocratische partij van Graubünden. Tussen 1965 en 1970 was hij Landammann van Ilanz/Glion. Van 1965 tot 1973 zetelde hij in de Grote Raad van Graubünden.
Bij de Zwitserse parlementsverkiezingen van 1971 werd Cavelty verkozen in de Nationale Raad, alwaar hij zetelde van 29 november 1971 tot 10 juni 1979. Vervolgens zetelde hij van 20 juni 1979 tot 16 december 1994 in de Kantonsraad, waarvan hij van 27 november 1989 tot 26 november 1990 voorzitter was. Hij was tevens voorzitter van de commissies Transport, Toerisme en Media.

## Werken
- (de)  "Ettore Tenchio (1915-2015)" in Kunst und Kultur Graubünden, 2016, p. 151-153.